# يوليو 2010
يوليو 2010 هو الشهر السابع من عام 2010 بدأ يوم الخميس، وأنتهى يوم السبت، وأمتد لواحد وثلاثين يومًا.

## بوابة:أحداث جارية
| \| 1 يوليو 2010 (الخميس) \| عدل \| تاريخ \| راقب \| تصفح \| |     |       |      |      |
| - نائب الرئيس السوداني علي عثمان محمد طه ووفد رفيع من حزب المؤتمر الوطني يعقدون اجتماعات تشاورية مع رئيس حكومة جنوب السودان سيلفا كير وقادة الحركة الشعبية لتحرير السودان بمدينة جوبا وذلك لمناقشة القضايا العالقة في تنفيذ اتفاق السلام والترتيبات المتعلقة بالاستفتاء المقرر في يناير / كانون الثاني القادم. (الجزيرة) - رئيس المجلس الأعلى الإسلامي العراقي عمار الحكيم يدعو جميع الأطراف السياسية إلى إبداء مرونة من أجل تشكيل حكومة جديدة، ويحذر من تكرار خرق الدستور. (الجزيرة) - رئيس الوزراء الإسرائيلي بنيامين نتنياهو (في الصورة) يعلن عن قبوله بشروط الإفراج عن 1000 سجين فلسطيني لحركة حماس مقابل الإفراج عن الجندي المختطف جلعاد شاليط، ويقول إنه مستعد لدفع هذا الثمن مقابل إعادة شاليط إلى بيته، لكن هناك أثمان لا يمكن دفعها حيث إن هناك أسماء معينة تصر حماس على الإفراج عنها وعدم ترحيلها. (الجزيرة) |     |       |      |      |
| 1 يوليو 2010 (الخميس) | عدل | تاريخ | راقب | تصفح |

| \| 2 يوليو 2010 (الجمعة) \| عدل \| تاريخ \| راقب \| تصفح \| |     |       |      |      |
| - احتدام المواجهات بين الجيش التركي والمتمردين الأكراد في جنوب غربي تركيا في أعقاب شن الطيران التركي غارات جوية ضد أهداف تابعة للمتمردين الأكراد في شمالي العراق. (بي بي سي) - مقتل أربعة أشخاص على الأقل من بينهم ثلاثة عمال أجانب في هجوم شنه انتحاريون على مقر وكالة أمريكية للإغاثة في ولاية كندوز شمالي أفغانستان. (بي بي سي) أحداث بطولة كأس العالم - المنتخب الهولندي يفوز على منتخب البرازيل بنتيجة هدفين مقابل هدف ويتأهل لنصف النهائي. (رويترز) - منتخب أوروغواي يفوز بالركلات الترجيحية على المنتخب الغاني ويتأهل لنصف النهائي ليقابل منتخب هولندا. (رويترز) |     |       |      |      |
| 2 يوليو 2010 (الجمعة) | عدل | تاريخ | راقب | تصفح |

| \| 3 يوليو 2010 (السبت) \| عدل \| تاريخ \| راقب \| تصفح \| |     |       |      |      |
| - القائد العسكري الأمريكي الجديد في أفغانستان الجنرال ديفيد بتريوس (في الصورة) يحث المسؤولين المدنيين والعسكريين الأمريكيين على الاصطفاف ونبذ الخلافات وبذل جهد موحد من أجل مواجهة تحديات الحرب الأفغانية. (بي بي سي) - مناوشات بين قوة فرنسية تعمل في إطار اليونيفيل وأهالي بلدتي تولين وقبريخا في جنوب لبنان أدت إلى جرح أحد المواطنين وجنديين من الكتيبة الفرنسية. (بي بي سي) - مقتل ما لا يقل عن 220 شخصًا بعد انفجار صهريج نفطي واشتعال النيران في أجزاء من قرية تقع في جمهورية الكونغو الديمقراطية. (بي بي سي) أحداث بطولة كأس العالم - منتخب ألمانيا يتأهل لنصف النهائي بعد فوزه على المنتخب الأرجنتيني بأربعة أهداف نظيفة. (رويترز) - منتخب إسبانيا يفوز على منتخب باراغواي بهدف مقابل لا شيء، ليقابل منتخب ألمانيا في الدور نصف النهائي. (رويترز) |     |       |      |      |
| 3 يوليو 2010 (السبت) | عدل | تاريخ | راقب | تصفح |

| \| 4 يوليو 2010 (الأحد) \| عدل \| تاريخ \| راقب \| تصفح \| |     |       |      |      |
| - نائب الرئيس الأمريكي جو بايدن (في الصورة) يقول إنه واثق من أن السياسيين العراقيين سيحلون الأزمة السياسية التي تتسبب في بقاء العراق دون تشكيل الحكومة. (بي بي سي) - وزيرة الخارجية الأمريكية هيلاري كلينتون تجري مباحثات مع المسؤولين الأذريين وتتوجه بعهدها إلى أرمينيا بهدف التوسط في صراع ناجورني قرة باغ بين أذربيجان وأرمينيا. (بي بي سي) - محكمة الجنايات العسكرية السورية تصدر حكمًا بالسجن ثلاثة أعوام بحق المحامي والناشط في مجال حقوق الإنسان هيثم المالح بعد أن أدين بتهمة إضعاف المعنويات القومية. (بي بي سي) - وفاة المرجع الشيعي اللبناني محمد حسين فضل الله. (بي بي سي) |     |       |      |      |
| 4 يوليو 2010 (الأحد) | عدل | تاريخ | راقب | تصفح |

| \| 5 يوليو 2010 (الإثنين) \| عدل \| تاريخ \| راقب \| تصفح \| |     |       |      |      |
| - وزير الخارجية التركي أحمد داود أوغلو يحذر إسرائيل من أن بلاده ستقطع علاقاتها معها إذا لم تعتذر عن الهجوم الذي شنته في 31 مايو على أسطول الحرية وأسفر عن مقتل تسعة أتراك، ووزير الخارجية الإسرائيلي أفيجدور ليبرمان يقول إن بلاده لا تعتزم تلبية مطلب تركيا بالاعتذار. (العربية) - اجتماع نادر بين رئيس الوزراء الفلسطيني سلام فياض ووزير الدفاع الإسرائيلي إيهود باراك، قدم فياض خلاله مطالب متعلقة بوقف توغل الجيش الإسرائيلي في بلدات الضفة الغربية. (رويترز) - برونيسواف كوموروفسكي (في الصورة) يفوز بالجولة الثانية من الانتخابات الرئاسية البولندية بعد حصوله على نسبة 53% من جملة الناخبين. (رويترز) - وفاة الكاتب والأكاديمي المصري نصر حامد أبو زيد. (الجزيرة) |     |       |      |      |
| 5 يوليو 2010 (الإثنين) | عدل | تاريخ | راقب | تصفح |

| \| 6 يوليو 2010 (الثلاثاء) \| عدل \| تاريخ \| راقب \| تصفح \| |     |       |      |      |
| - الرئيس الأمريكي باراك أوباما يدعو في مؤتمر صحفي مشترك مع رئيس الوزراء الإسرائيلي بنيامين نتنياهو إلى استئناف المفاوضات المباشرة مع الفلسطينيين قبل إنتهاء فترة تجميد الاستيطان في الضفة الغربية في سبتمبر / أيلول المقبل. (الجزيرة) - رئيس الإكوادور رفاييل كوريا (في الصورة) يهدد رئيس كولومبيا المنتخب خوان مانويل سانتوس بالقبض عليه إذا زار الإكوادور وذلك لصلته بتفجير مقر منظمة فارك في الإكوادور عام 2008. (الجزيرة) - وزيرة الخارجية الأمريكية هيلاري كلينتون تؤكد دعم الولايات المتحدة لوحدة الأراضي الجورجية، وتنتقد ما أسمته الاحتلال الروسي لأبخازيا وأوسيتيا الجنوبية وذلك بعد حوالي عامين على الحرب الروسية الجورجية. (بي بي سي) أحداث بطولة كأس العالم - المنتخب الهولندي يتأهل لنهائي كأس العالم بعد فوزه على منتخب أوروغواي بنتيجة ثلاثة أهداف مقابل هدفين. (رويترز) |     |       |      |      |
| 6 يوليو 2010 (الثلاثاء) | عدل | تاريخ | راقب | تصفح |

| \| 7 يوليو 2010 (الأربعاء) \| عدل \| تاريخ \| راقب \| تصفح \| |     |       |      |      |
| - مقتل 28 شخصًا على الأقل وإصابة أكثر من ستين آخرين بعد قيام شخص بتفجير نفسه في حي الأعظمية ببغداد مستهدفًا زوار شيعة كانوا في طريقهم إلى مرقد الإمام موسى الكاظم. (الجزيرة) - الجيش البريطاني ينسحب من مدينة سنجين شمال ولاية هلمند الأفغانية بعد تكبده مزيدًا من الخسائر ويسلم العهدة إلى الجيش الأمريكي. (الجزيرة) - الهند تفرض حظر تجوال في العاصمة الصيفية لكشمير سريناغار بعد مقتل 3 متظاهرين وجرح 70 آخرين إثر احتجاجات عنيفة. (الجزيرة) - الرئيس الفلسطيني محمود عباس (في الصورة) يصر على إحراز تقدم في قضيتي الأمن والحدود قبل الإنخراط في مفاوضات مباشرة مع الإسرائيليين. (الجزيرة) - المحكمة الدستورية في تركيا ترفض طلبًا تقدمت به المعارضة لإلغاء جميع الإصلاحات التي إقترحتها الحكومة بغرض تعديل الدستور، مع إلغائها بعض الأجزاء الرئيسية من هذه الإصلاحات. (رويترز) - إجراء تجربة لفحص قدرة الطائرات ذات الطاقة الشمسية على الطيران في الليل ولمدة 24 ساعة. (بي بي سي) أحداث بطولة كأس العالم - منتخب إسبانيا يتأهل إلى نهائي كأس العالم للمرة الأولى في تاريخة بعد فوزه على المنتخب ألماني بهدف مقابل لا شيئ. (رويترز) |     |       |      |      |
| 7 يوليو 2010 (الأربعاء) | عدل | تاريخ | راقب | تصفح |

| \| 8 يوليو 2010 (الخميس) \| عدل \| تاريخ \| راقب \| تصفح \| |     |       |      |      |
| - محكمة بولندية تقرر تسليم مشتبه فيه بأنه عميل للموساد إلى ألمانيا وذلك في إطار التحقيق باغتيال القيادي في حركة حماس محمود المبحوح، وإسرائيل تحتج على قرار التسليم وتطالب بمثوله أمام القضاء الإسرائيلي. (الجزيرة) - قطاعات واسعة من العمال في اليونان يبدأون إضرابًا عامًا بعد موافقة مجلس النواب على مشروع قانون بشأن إصلاح نظام معاشات التقاعد في القطاع الخاص ورفع سن التقاعد. (الجزيرة) - مقتل خمسة جنود أفغان وإصابة اثنان آخران بطريق الخطأ في غارة جوية شنتها قوات الناتو في ولاية غزني حيث إعتقدوا إنهم قوات حركة طالبان، وقائد الإيساف يرجع الأمر لغياب التنسيق. (الجزيرة) - نجاح تجربة الطائرة الشمسية بعد أن تمكنت من الطيران طوال الليل ولمدة 26 ساعة قبل أن تهبط قرب بيرن. (بي بي سي) |     |       |      |      |
| 8 يوليو 2010 (الخميس) | عدل | تاريخ | راقب | تصفح |

| \| 9 يوليو 2010 (الجمعة) \| عدل \| تاريخ \| راقب \| تصفح \| |     |       |      |      |
| - قائد القوات الدولية العاملة في جنوب لبنان - اليونيفيل يوجه رسالة مفتوحة إلى سكان الجنوب اللبناني بعد المواجهات بينهم وبين القوات الدولية التي وقعت في الأيام الأخيرة وما نتج عنها من توتر سياسي وميداني بعد تعرض عدد من السكان في بعض القرى على دوريات تابعة للقوى الدولية محتجين على تحركاتها دون أن يكون الجيش اللبناني مرافقًا لها، ويقول إنه يصعب وجود القوات في الجنوب من دون دعم قوي من قبل السكان، ويشير إلى أن وجود قوة السلام لا يراد منه غير مساعدة السكان على العيش بسلام. (بي بي سي) - الشرطة العراقية تعلن عن تفجير سيارة ملغومة في بغداد أسفر عن مقتل خمسة أشخاص من بينهم ثلاثة ضباط في الجيش العراقي وإصابة 18 آخرين. (رويترز) - وزير الخارجية التركي أحمد داود أوغلو (في الصورة) يقول إن بلاده ما زالت ترى فرصة لأن تقوم إيران بمبادلة للوقود النووي على أساس الاتفاق الذي توصلت إليه مع تركيا والبرازيل في مايو / أيار الماضي. (رويترز) |     |       |      |      |
| 9 يوليو 2010 (الجمعة) | عدل | تاريخ | راقب | تصفح |

| \| 10 يوليو 2010 (السبت) \| عدل \| تاريخ \| راقب \| تصفح \| |     |       |      |      |
| - مجلس الأمن الدولي يطلب في بيان أصدره بالإجماع أن يتم احترام حرية تحرك قوة الأمم المتحدة المؤقتة في جنوب لبنان، ويبدي أسفه الشديد للحوادث الأخيرة التي تعرضت لها القوة. (العربية) - وفد من لجنة المصالحة الفلسطينية برئاسة منيب المصري يجري لقاء مع رئيس المكتب السياسي لحركة حماس خالد مشعل في إطار جهود رأب الصدع الفلسطيني. (الجزيرة) - مقتل 102 شخص وإصابة 115 آخرين بينهم أطفال ونساء في تفجير مزدوج استهدف مباني حكومية في شمال غرب باكستان. (الجزيرة) - احتجاجات صامتة في عدد من محافظات مصر وذلك احتجاجًا على التعذيب في السجون شارك فيها المئات رفعوا خلالها رايات عليها صور خالد سعيد (في الصورة) الذي يعتقد إنه توفي نتيجة للتعذيب. (الجزيرة) - سفينة ليبية تتأهب للإبحار من ميناء لافرو اليوناني باتجاه قطاع غزة في محاولة لكسر الحصار المفروض عليها. (الجزيرة) أحداث بطولة كأس العالم - المنتخب الألماني يحرز المركز الثالث بعد تغلبه على منتخب أورغواي بثلاثة أهداف مقابل هدفين. (رويترز) |     |       |      |      |
| 10 يوليو 2010 (السبت) | عدل | تاريخ | راقب | تصفح |

| \| 11 يوليو 2010 (الأحد) \| عدل \| تاريخ \| راقب \| تصفح \| |     |       |      |      |
| - الأجهزة الأمنية الأردنية تعتقل أبو محمد المقدسي أحد أبرز منظري السلفية الجهادية في العالم على خلفية قضية تتعلق بمخالفة قانون السير كان قد حكم فيها غيابيًا بالسجن لمدة شهر، ومحاميه يقول إن الأبعاد القانونية غائبة عن قضيته وإن أبعادًا أمنية تطبق عليه. (الجزيرة) - مسؤولون إسرائيليون يؤكدون أنهم لن يسمحوا لسفينة المساعدات الليبية التابعة لمؤسسة القذافي بالوصول إلى قطاع غزة وكسر الحصار المفروض عليها. (بي بي سي) أحداث بطولة كأس العالم - المنتخب الإسباني يتوج ببطولة كأس العالم للمرة الأولى في تاريخه بعد فوزه على المنتخب الهولندي في المباراة النهائية بهدف مقابل لا شيء. (رويترز) |     |       |      |      |
| 11 يوليو 2010 (الأحد) | عدل | تاريخ | راقب | تصفح |

| \| 12 يوليو 2010 (الإثنين) \| عدل \| تاريخ \| راقب \| تصفح \| |     |       |      |      |
| - صدامات بين قوات تركية ومتظاهرون أكراد في ديار بكر وذلك في تجمع نظم لتأييد حزب العمال الكردستاني المحظور. (العربية) - جامعة الدول العربية تقول إنها ستلجأ إلى مجلس الأمن الدولي لاستصدار قرار أممي لإعلان الدولة الفلسطينية إذا فشلت المفاوضات غير المباشرة بين الفلسطينيين وإسرائيل. (الجزيرة) - المحكمة الجنائية الدولية تضيف ثلاث تهم إبادة جماعية في إقليم دارفور للائحة الاتهام الموجهة للرئيس السوداني عمر البشير. (بي بي سي) - الشرطة الإسرائيلية تنسحب من قرية مجدل شمس في هضبة الجولان إثر مواجهات مع الأهالي في محيط أحد المنازل الذي اقتحمته مجموعة من أفراد الشرطة لتفتيشه، مما أغضب السكان ودفعهم إلى محاصرة أفراد الشرطة. (بي بي سي) - مقتل 64 شخصًا وإصابة 71 آخرين في تفجير مزدوج إستهدف مشجعين إحتشدوا لمتابعة نهائي كأس العالم بالعاصمة الأوغندية كمبالا، والشرطة تشتبه بوقوف حركة الشباب الصومالية خلف التفجير حيث أنها توعدت أوغندا من قبل بشن الهجمات، وأحد قادة الحركة يفصح عن سعادته بالعملية. (بي بي سي) أحداث بطولة كأس العالم - المنتخب الإسباني يعود إلى بلاده بعد حصوله على بطولة كأس العالم 2010 لأول مرة في تاريخة، والآلاف يخرجون لاستقباله. (بي بي سي) - الاتحاد الدولي لكرة القدم يمنح جائزة أفضل لاعب في بطولة كأس العالم للأوروغواياني دييغو فورلان (في الصورة)، وجائزة أفضل حارس للإسباني إيكر كاسياس. (الجزيرة) |     |       |      |      |
| 12 يوليو 2010 (الإثنين) | عدل | تاريخ | راقب | تصفح |

| \| 13 يوليو 2010 (الثلاثاء) \| عدل \| تاريخ \| راقب \| تصفح \| |     |       |      |      |
| - لجنة التحقيق العسكري الإسرائيلية في الهجوم على سفينة مرمرة تؤكد إرتكاب أخطاء مهنية كبيرة على مستويات قيادية أثناء العملية، وتنفي بالمقابل وجود أخطاء أو إهمال في الجوانب الأساسية. (الجزيرة) - الحكومة السودانية تقول إنها تعتبر اتهام المحكمة الجنائية الدولية للرئيس عمر البشير بالإبادة الجماعية بإقليم دارفور قرار سياسي، وإن المحكمة سياسية. (الجزيرة) - الرئيس الروسي دميتري ميدفيديف (في الصورة) يقول أن إيران أضحت قريبة من إنتاج سلاح نووي، والولايات المتحدة تصف التصريح بأنه مؤشر على تنامي الوحدة الدولية في وجه مشروع إيران النووي. (بي بي سي) - باكستان تؤكد لجوء العالم النووي الإيراني شهرام أميري إلى السفارة الباكستانية في واشنطن العاصمة بعد فراره من قبضة وكالة المخابرات المركزية. (بي بي سي) - أوغندا تنفذ حملة اعتقلات بعد إعلان حركة الشباب الإسلامية الصومالية مسؤوليتها عن تفجير قنبلتين في كمبالا. (بي بي سي) |     |       |      |      |
| 13 يوليو 2010 (الثلاثاء) | عدل | تاريخ | راقب | تصفح |

| \| 14 يوليو 2010 (الأربعاء) \| عدل \| تاريخ \| راقب \| تصفح \| |     |       |      |      |
| - وزارة الخارجية الإيرانية تقول إن العالم النووي الإيراني شهرام أميري الذي تقول إيران إن وكالة المخابرات المركزية اختطفته قبل أكثر من عام غادر الولايات المتحدة عائدًا إلى بلاده. (بي بي سي) - مسؤول إسرائيلي يقول إن سفينة الأمل التي استأجرتها ليبيا وتحمل مساعدات للفلسطينيين غيرت وجهتها باتجاه ميناء العريش في مصر بعد أن حذرتها البحرية الإسرائيلية وطالبتها بالابتعاد عن قطاع غزة المحاصر. (رويترز) - الشرطة اليمنية تعلن عن قيام مسلحين يشتبه في انتمائهم لتنظيم القاعدة بمهاجمة مكتبين أمنيين في جنوب اليمن مما أسفر عن اندلاع اشتباكات عنيفة سقط خلالها ثلاثة قتلى على الأقل. (رويترز) - الجمعية الوطنية الفرنسية تؤيد قانون حظر النقاب والبرقع في فرنسا بأغلبية بلغت 335 صوتًا مقابل صوت واحد وتحيله إلى مجلس الشيوخ للتصويت عليه وإنفاذه، ومجلس الدولة يتحفظ على دستورية القانون كونه لا يستند إلى أي أساس قانوني واضح. (الجزيرة) - الاتحاد الأوروبي يعلن انضمام إستونيا إلى منطقة اليورو لتصبح الدولة السابعة عشر التي تتبنى عملة اليورو كعملة لها. (الجزيرة) |     |       |      |      |
| 14 يوليو 2010 (الأربعاء) | عدل | تاريخ | راقب | تصفح |

| \| 15 يوليو 2010 (الخميس) \| عدل \| تاريخ \| راقب \| تصفح \| |     |       |      |      |
| - سفينة الأمل الليبية المحملة بمساعدات إنسانية ومواد إغاثة لسكان قطاع غزة ترسو في ميناء العريش المصري على ساحل البحر الأبيض المتوسط بعد تحويل وجهتها من غزة إثر اعتراضها من قبل زوارق حربية إسرائيلية منعتها من إكمال رحلتها إلى القطاع وفقًا لما أعلنته وزارة الخارجية المصرية، ومسؤولون في مؤسسة القذافي العالمية للجمعيات الخيرية والتنمية المنظمة للرحلة يقولون إنها نجحت في انتزاع جملة من التنازلات لصالح الفلسطينيين المحاصرين والقبول بشروط المنظمين بما في ذلك السماح بدخول مواد البناء من إسمنت وحديد لإعادة الإعمار.-(سي إن إن) - وزيرة الخارجية الأمريكية هيلاري كلينتون (في الصورة) تقول إنها ستنظر بطلب مجموعة من أعضاء مجلس الشيوخ للتحقيق بدور مزعوم لشركة النفط العالمية العملاقة بي بي بالإفراج عن المدان بتفجير لوكيربي الليبي عبد الباسط المقرحي. (بي بي سي) |     |       |      |      |
| 15 يوليو 2010 (الخميس) | عدل | تاريخ | راقب | تصفح |

| \| 16 يوليو 2010 (الجمعة) \| عدل \| تاريخ \| راقب \| تصفح \| |     |       |      |      |
| - حركة فتح تجدد رفضها الانتقال إلى مفاوضات مباشرة مع إسرائيل قبل تحقيق تقدم في مفاوضات السلام غير المباشرة التي تجري حاليًا. (العربية) - مقتل 22 شخصًا وإصابة 160 آخرون بجروح في هجوم انتحاري مزدوج استهدف مسجدًا للشيعة في زاهدان جنوب شرق إيران، وجماعة جند الله تتبى الهجوم، والولايات المتحدة على لسان وزيرة خارجيتها هيلاري كلينتون تندد بالهجوم ووتطالب بملاحقة المسؤولين عن هذه الاعتداءات. (بي بي سي) |     |       |      |      |
| 16 يوليو 2010 (الجمعة) | عدل | تاريخ | راقب | تصفح |

| \| 20 يوليو 2010 (الثلاثاء) \| عدل \| تاريخ \| راقب \| تصفح \| |     |       |      |      |
| - الرئيس الأفغاني حامد قرضاي (في الصورة) يبلغ ممثلي 70 دولة وجهة دولية تحضر مؤتمرًا دوليًا حول أفغانستان إنه يرغب في سيطرة أفغانية على الأمن في بلاده بحلول عام 2014. (بي بي سي) - الزعيم الليبي معمر القذافي يقول إن بلاده أبلغت زعيم حركة العدل والمساواة السودانية خليل إبراهيم الذي يقيم في ليبيا بأن عليه ألا يفعل شيءًا من شأنه أن يعرقل محادثات السلام في السودان. (رويترز) |     |       |      |      |
| 20 يوليو 2010 (الثلاثاء) | عدل | تاريخ | راقب | تصفح |

| \| 21 يوليو 2010 (الأربعاء) \| عدل \| تاريخ \| راقب \| تصفح \| |     |       |      |      |
| - زعيم القائمة العراقية إياد علاوي (في الصورة) يجري مباحثات مع رئيس الوزراء زعيم ائتلاف دولة القانون نوري المالكي دون إحراز تقدم في إطار الحراك المتواصل من أجل تشكيل حكومة جديدة. (الجزيرة) - مقتل 22 شخصًا وإصابة أكثر من 50 في اشتباكات استمرت يومين بين مسلحين من جماعة الحوثي ورجال قبائل موالين للحكومة في شمال اليمن. (الجزيرة) - لقاء بين الرئيس الأمريكي باراك أوباما ورئيس وزراء المملكة المتحدة ديفيد كاميرون بحث التعامل مع برنامج إيران النووي بالإضافة إلى لموضوع شركة بي بي بموضوع التسرب النفطي في خليج المكسيك وما يرتبط بذلك من مطالب بالتعويض وعن دورها في التدخل بالإفراج عن المدان بقضية قضية لوكربي عبد الباسط المقرحي. (الجزيرة) |     |       |      |      |
| 21 يوليو 2010 (الأربعاء) | عدل | تاريخ | راقب | تصفح |

| \| 22 يوليو 2010 (الخميس) \| عدل \| تاريخ \| راقب \| تصفح \| |     |       |      |      |
| - الرئيس السوداني عمر البشير (في الصورة) يصل إلى العاصمة التشادية إنجامينا لحضور اجتماعات مجموعة الساحل و الصحراء، وذلك بعد إعلان السلطات التشادية التزامها بقرار الاتحاد الأفريقي عدم التعاون مع المحكمة الجنائية الدولية في شأن مذكرة التوقيف الصادرة بحقه لاتهامه بارتكاب جرائم حرب وجرائم ضد الإنسانية في إقليم دارفور. (بي بي سي) - منظمة العفو الدولية تطالب إسرائيل بوقف هدم منازل الفلسطينيين في الضفة الغربية. (بي بي سي) - وزير الإعلام اللبناني طارق متري يقول إن بلاده ستثير موضوع التجسس الإسرائيلي عليه في الأمم المتحدة بعد إلقاء القبض على إثنين من موظفي شركة اتصالات واتهامهما بالتجسس لحساب إسرائيل. (رويترز) |     |       |      |      |
| 22 يوليو 2010 (الخميس) | عدل | تاريخ | راقب | تصفح |

| \| 23 يوليو 2010 (الجمعة) \| عدل \| تاريخ \| راقب \| تصفح \| |     |       |      |      |
| - أمين عام حزب الله حسن نصر الله يقول إن لبنان دخل مرحلة حساسة بسبب اقتراب قرار المحكمة الدولية في اغتيال رئيس الوزراء السابق رفيق الحريري، ويتوقع اتهام عناصر من الحزب بالقضية. (بي بي سي) - زعيم الائتلاف الوطني العراقي عمار الحكيم يدعو رئيس الوزراء المنتهية ولايته نوري المالكي (في الصورة) إلى التخلي عن الترشح لولاية جديدة. (بي بي سي) |     |       |      |      |
| 23 يوليو 2010 (الجمعة) | عدل | تاريخ | راقب | تصفح |

| \| 24 يوليو 2010 (السبت) \| عدل \| تاريخ \| راقب \| تصفح \| |     |       |      |      |
| - مجلس حقوق الإنسان التابع للأمم المتحدة يدعو إسرائيل إلى التعاون مع لجنة التحقيق التي تم تعيينها للتقصي حول ما إذا كان الهجوم الإسرائيلي على سفينة مرمرة التي كانت تحمل المساعدات لقطاع غزة ينتهك القانون الدولي. (العربية) - رئيس الوزراء اللبناني سعد الدين الحريري يؤكد في المؤتمر التأسيسي العام لتيار المستقبل إن أن الإجماع على وجوب الالتزام بتحقيق العدالة أمر غير قابل للتأويل أو المساءلة ويلفت إلى عدم بناء الأحكام على معلومات في عهدة التحقيق الخاص بالمحكمة الدولية الخاصة بمحاكمة قتلة والده رفيق الحريري. (العربية) - محكمة تركية تأمر باعتقال 102 متهمًا بالتخطيط للقيام بعملية انقلابية للإطاحة بحكومة حزب العدالة والتنمية عام 2004. (بي بي سي) - طالبان تأسر جنديين أمريكيين جنوب كابول، وقوة الآيساف تعرض 20 ألف دولار أمريكي لمن يدلي بمعلومات تقود إلى استعادتهم سالمين. (الجزيرة) |     |       |      |      |
| 24 يوليو 2010 (السبت) | عدل | تاريخ | راقب | تصفح |

| \| 25 يوليو 2010 (الأحد) \| عدل \| تاريخ \| راقب \| تصفح \| |     |       |      |      |
| - حركة حماس ترفض دعوة الأمم المتحدة بأن يقتصر نقل مواد الإغاثة إلى قطاع غزة على الطرق البرية. (بي بي سي) - الولايات المتحدة وكوريا الجنوبية تبدأن مناورات عسكرية بحرية على نطاق واسع في بحر اليابان وسط قلق كوري شمالي وتهديد برد نووي منها. (بي بي سي) |     |       |      |      |
| 25 يوليو 2010 (الأحد) | عدل | تاريخ | راقب | تصفح |

| \| 26 يوليو 2010 (الإثنين) \| عدل \| تاريخ \| راقب \| تصفح \| |     |       |      |      |
| - سقوط أربعة قتلى في تفجير انتحاري يستهدف مكتب قناة العربية في العاصمة العراقية بغداد. (العربية) - مقتل 3 عناصر من تنظيم القاعدة بينهم قيادي بعد اشتباكات مع قوات الأمن اليمنية شهدتها محافظة شبوة، وأسفرت أيضًا عن مقتل 6 عسكريين كانوا يحرسون موقعًا نفطيًا. (العربية) - وزراء خارجية الاتحاد الأوروبي يقرون حزمة عقوبات مشددة على إيران تستهدف بشكل مباشر قطاعي النفط والغاز وذلك على خلفية برنامجها النووي. (بي بي سي) |     |       |      |      |
| 26 يوليو 2010 (الإثنين) | عدل | تاريخ | راقب | تصفح |

| \| 27 يوليو 2010 (الثلاثاء) \| عدل \| تاريخ \| راقب \| تصفح \| |     |       |      |      |
| - رئيس وزراء بريطانيا ديفيد كاميرون (في الصورة) يعلن من أنقرة إنه يؤيد بقوة إنضمام تركيا إلى الاتحاد الأوروبي ويتعهد بالعمل الدؤوب في سبيل تحقيق هذا الهدف، ويقول إنه لا ينبغي إجبار تركيا على الاختيار بين الشرق والغرب. (بي بي سي) - تحطم طائرة شحن تابعة للخطوط الجوية الألمانية - لوفتهانزا أثناء هبوطها في مطار الملك خالد الدولي بالعاصمة السعودية الرياض دون وقوع أي ضحايا. (العربية) - محكمة جنايات الإسكندرية ترجأ النظر في قضية مقتل الشاب خالد سعيد والتي يتهم فيها شرطيان بالتعذيب حتى الموت شهرًا. (العربية) |     |       |      |      |
| 27 يوليو 2010 (الثلاثاء) | عدل | تاريخ | راقب | تصفح |

| \| 28 يوليو 2010 (الأربعاء) \| عدل \| تاريخ \| راقب \| تصفح \| |     |       |      |      |
| - الرئيس الأمريكي باراك أوباما (في الصورة) يبدي قلقًا حيال تسريب موقع ويكيليكس لوثائق سرية تخص الحرب في أفغانستان، ويخشى أن يتعرضَ أفرادٌ وردت أسمائهم في تلك الوثائق الخطر. (الجزيرة) - تحطم طائرة ركاب مدنية تابعة لشركة إيربلو الباكستانية قرب إسلام آباد وعلى متنها 152 شخصًا في رحلتها رقم 202. (الجزيرة) - مصرع العشرات في انفجار عبوة ناسفة بولاية نيمروز جنوب غربي أفغانستان، وحاكم الولاية يتهم مقاتلي طالبان بالوقوف خلف التفجير. (الجزيرة) - جوجل تسعى لتطوير ألعاب اجتماعية لمنافسة فيس بوك. (الجزيرة) |     |       |      |      |
| 28 يوليو 2010 (الأربعاء) | عدل | تاريخ | راقب | تصفح |

| \| 29 يوليو 2010 (الخميس) \| عدل \| تاريخ \| راقب \| تصفح \| |     |       |      |      |
| - جامعة الدول العربية توافق من حيث المبدأ على إجراء مفاوضات مباشرة بين إسرائيل والفلسطينيين، وتترك لرئيس السلطة الوطنية الفلسطينية محمود عباس أن يحدد موعدها. (بي بي سي) - تنظيم القاعدة في العراق يعلن عن مسؤوليته عن الهجوم الانتحاري الذي إستهدف مكتب قناة العربية في بغداد، ويحذر من استهداف المزيد من وسائل الإعلام. (رويترز) - وزير خارجية تركيا أحمد داود أوغلو يقول أن إيران قدمت تأكيدًا بأنها ستكف عن تخصيب اليورانيوم إلى درجة نقاء بنسبة 20% إذا وافقت القوى العالمية على خطة مقترحة لتبادل الوقود النووي. (العربية) - حركة الشباب المجاهدين في الصومال تحذر الدول الأفريقية من عواقب إرسال قوات إضافية، بينما رحبت الحكومة الصومالية بقرار الاتحاد الأفريقي بزيادة عدد قواته العاملة في البلاد واعتبرتها طوق نجاة. (الجزيرة) |     |       |      |      |
| 29 يوليو 2010 (الخميس) | عدل | تاريخ | راقب | تصفح |

| \| 30 يوليو 2010 (الجمعة) \| عدل \| تاريخ \| راقب \| تصفح \| |     |       |      |      |
| - الرئيس السوري بشار الأسد وملك السعودية عبد الله بن عبد العزيز آل سعود (في الصورة) يعربان عن حرصهما على التوافق في لبنان ودعمهما للاستقرار فيه، وذلك قبيل توجههما إليه. (بي بي سي) - رئيس الوزراء الإسرائيلي بنيامين نتنياهو يعرب عن ترحيبه بموافقة جامعة الدول العربية من حيث المبدأ على المفاوضات المباشرة بين إسرائيل والفلسطينيين، ويقول إنه مستعد ليبدأ اعتبارًا من الأيام القليلة المقبلة مفاوضات مباشرة وصريحة مع السلطة الوطنية الفلسطينية. (بي بي سي) |     |       |      |      |
| 30 يوليو 2010 (الجمعة) | عدل | تاريخ | راقب | تصفح |

| \| 31 يوليو 2010 (السبت) \| عدل \| تاريخ \| راقب \| تصفح \| |     |       |      |      |
| - إسرائيل تشن غارات جوية على المنطقة الحدودية بين قطاع غزة ومصر استهدافًا للأنفاق الموجوده على الحدود. (بي بي سي) - قادة السعودية الملك عبد الله بن عبد العزيز وسوريا بشار الأسد ولبنان ميشال سليمان (في الصورة) يشددون في ختام قمتهم ببيروت على ضرورة التزام اللبنانيين بعدم اللجوء إلى العنف لحل خلافاتهم وتغليب المصلحة اللبنانية على أي مصلحة فئوية. (بي بي سي) - جبهة العمل الإسلامي تقرر مقاطعة الانتخابات النيابية المقبلة في الأردن وذلك لعدم ثقتها بالحكومة ولا بإجراءاتها ولا بقانون الانتخاب الذي أصدرته الحكومة ورأت الجبهة إنه متخلف. (بي بي سي) - فيضانات تجتاح شمال غرب باكستان منذ ثلاثة أيام وتجرف الجسور وتغمر القرى وتودي بحياة 443 شخصًا وتقطع السبل بمئات الألوف. (الجزيرة) - حرائق الغابات تتأجج في 866 كم² من روسيا في أسخن صيف منذ 130 عامًا، ووزارة الطوارئ المحلية تستنفر 238 ألف عنصر لمكافحة النيران. (الجزيرة) |     |       |      |      |
| 31 يوليو 2010 (السبت) | عدل | تاريخ | راقب | تصفح |

بوابة:أحداث جارية/يوليو 2010/تقويم
| أحداث جارية |
| --- |
| - أزمة الدين الحكومي اليوناني - جائحة فيروس كورونا 2019–20 - التدخل العسكري الروسي في أوكرانيا - التدخل العسكري الروسي في سوريا - الحرب الأهلية السورية - الهجوم على شمال غرب سوريا (2024) - الحرب الأهلية السودانية 2023 - عملية طوفان الأقصى - الحرب الفلسطينية الإسرائيلية (الخط الزمني) - صراع حزب الله وإسرائيل (2023–الآن) - - أزمة البحر الأحمر - الهجمات على القواعد الأمريكية في العراق وسوريا 2023 - الأزمة الإنسانية في غزة (2023 – الآن) تفاصيل أكثر النزاعات الجارية أدناه |

| وفيات حديثة |
| --- |
| - 18 مارس: قسطنطين رودريغيز - 18 مارس: عصام الدعاليس - 18 مارس: محمود أبو وطفة - 19 مارس: هيرنان غودوي - 19 مارس: أندريا ديليباشيتش - 19 مارس: كالسترات كوتسوف - 20 مارس: عثمان سيناف - 20 مارس: إدي أدكوك - 20 مارس: رالف مونرو - 20 مارس: إدي جوردان - 20 مارس: بات ميرفي (سياسي) - 20 مارس: نورمان كلارك - 21 مارس: فيرنون هاتون - 21 مارس: جورج فورمان - 22 مارس: بيل ميرسير - 22 مارس: جمال مناد - 23 مارس: خالد الجار الله - 23 مارس: أمين أبو حصيرة - 23 مارس: صلاح البردويل - 24 مارس: حسام شبات |

| نزاعات جارية |
| --- |
| - التدخل العسكري الدولي ضد تنظيم الدولة الإسلامية (داعش) - الكاميرون - الحرب الأهلية الكاميرونية - جمهورية إفريقيا الوسطى - حرب جمهورية إفريقيا الوسطى الأهلية (2012–الآن) - جمهورية الكونغو الديموقراطية - تمرد القوات الديمقراطية المتحالفة - صراع كيفو - الحرب الأهلية الأثيوبية (2018-حاليا) - صراع أمهرة [الإنجليزية] - موزمبيق - التمرد الإسلاموي في موزمبيق - نيجيريا - تمرد بوكو حرام - التمرد الإسلامي في الساحل - تمرد الجهاديين في بوركينا فاسو · حرب مالي - الحرب الأهلية الصومالية - الحرب في الصومال (2009–الآن) - السودان - الحرب الأهلية السودانية 2023 - النزاع في أفغانستان - النزاع بين طالبان والدولة الإسلامية في أفغانستان - صراع بنجشير - الهند - التمرد في جامو وكشمير - العصيان الماوي-الناكسالي - إندونيسيا - أزمة بابوا - الصراع الداخلي في ميانمار - الحرب الأهلية في ميانمار (2021-الحاضر) - باكستان - صراع بلوشستان - عصيان خيبر بختونخوا - الصراع الأهلي في الفلبين - التمرد الشيوعي في الفلبين - الحرب الروسية الأوكرانية - الغزو الروسي لأوكرانيا 2022 - صراع العراق (2003–الآن) - التمرد العراقي (2017–الآن) - صراع إسرائيل وغزة - الحرب الفلسطينية الإسرائيلية 2023 - هجمات الحوثيين على إسرائيل (2023 - 2024) - الحرب الأهلية السورية - التدخل الأجنبي في الحرب الأهلية السورية - تركيا - الولايات المتحدة - اليمن - الحرب الأهلية اليمنية (2014–الآن) - التدخل العسكري في اليمن |